# Yemas de Santa Teresa
Les yemas de Santa Teresa sont une confiserie espagnole, la plus identifiable de la province d'Ávila. Leur renommée a dépassé les frontières de la province et il est désormais possible de les acheter dans différentes boulangeries de toute l'Espagne. La popularité de cette friandise en a fait une sorte de souvenir lié à la ville d'Ávila. Leur apparition sous forme de petites boules orange présentées sur une tartelette en papier blanc les a rendus très populaires. Ils sont nommés en l'honneur de Thérèse d'Avila (« Santa Teresa de Jesús »).

## Histoire
L'origine de cette confiserie est incertaine et il existe plusieurs histoires à son sujet. L'une des théories sur son origine est qu'elle remonterait à la cuisine andalouse. La Flor de Castilla a été la première boulangerie à les commercialiser sous le nom de « yemas de Santa Teresa » au milieu du XIXe siècle. 
En 1860, Don Isabelo Sánchez, propriétaire et fondateur de la boulangerie La Dulce Avilesa à Ávila (aujourd'hui connue sous le nom de Flor de Castilla) commercialise la confiserie sous le nom de « yemas de Santa Teresa ». C'est lui qui a finalement déposé la marque. Le succès de la confiserie incite d'autres confiseurs à fabriquer le même sous le nom de « yemas de Ávila ». Une autre idée de son origine provient de la confiserie monastique du couvent de Thérèse d'Avila avant la réforme carmélite. Au début du XXIe siècle, la demande de yemas de Santa Teresa a augmenté sur le marché nord-américain, ce qui a conduit au développement d'un nouveau système d'emballage pour améliorer sa conservation. Enfin, un emballage spécial avec atmosphère protectrice a été choisi afin de pénétrer le marché nord-américain. 

## Caractéristiques
Cette friandise est faite exclusivement avec du jaune d'œuf et du sucre, battus dans des bols en cuivre. La pâte est laissée à refroidir et à reposer, après quoi des boules de quelques centimètres de diamètre sont formées et généralement placées dans des tartelettes en papier.